# Гатино
Гатино̀ (на френски: Gatineau) е град в канадската провинция Квебек.
Има население от 242 124 жители (2006 г.) и обща площ от 342,21 км². Намира се на северния бряг на река Отава и е разположен срещу едноименния град Отава. Градът е създаден от сливането на 7 отделни селища, разположени на източния бряг на река Гатино. Най – голямата френско говореща община на столичния район и пети по големина град в провинция Квебек. Градът носи името на Николас Гатино – търговец на кожи в района през 17 век.
В Гатино е седалището на Библиотека и архиви Канада – националната библиотека на страната.
По време на празника за Деня на труда, градът е домакин на най – голямото пускане на въздушни балони в Канада.